# Ulocymus intermedius
Ulocymus intermedius là một loài nhện trong họ Thomisidae.
Loài này thuộc chi Ulocymus. Ulocymus intermedius được Cândido Firmino de Mello-Leitão miêu tả năm 1929.